# Lämnad kvar
Lämnad kvar (Left Behind), roman från 1995, den första boken i bokserien med samma namn, av Tim LaHaye och Jerry B. Jenkins (I själva verket är det Jenkins som har skrivit böckerna; LaHaye ligger bakom idén och är teologiskt sakkunnig). Sammanlagt finns hittills 13 böcker i serien, plus ett antal prequels, serieromaner samt spinoffs som riktar sig till barn och ungdomar. Böckerna har enligt utgivaren sålts i över 65 miljoner exemplar. Böckerna utges i USA av Tyndale House och i Sverige av Marcus förlag.
Böckerna är de mest kända inom eskatologisk kristen skönlitteratur, en genre som blev populär på 1990-talet. Handlingen bygger till stor del på tolkningar av Uppenbarelsebokens berättelser om Jordens sista tid, efter uppryckandet, tolkningar som gjordes populära på 1970-talet av bland andra Hal Lindsey men förblir kontroversiella både i evangelikala fundamentalistiska och bredare kristna kretsar.
Det finns även filmer som bygger på böckerna. Tre filmer gjordes mellan 2000 och 2005. En reboot hade premiär 2014 och följdes av en uppföljare 2023. Båda serierna betecknas brett, även av fans till bokserien, som bland de sämsta adaptioner som gjorts av något litterärt verk.
Lämnad kvar kom ut i svensk översättning 2000.

## Böckerna
| Svensk titel        | År   | Engelsk titel      | År   | Ordning i handlingen |
| ------------------- | ---- | ------------------ | ---- | -------------------- |
| –                   | –    | The Rising         | 2005 | 1                    |
| –                   | –    | The Regime         | 2005 | 2                    |
| –                   | –    | The Rapture        | 2006 | 3                    |
| Lämnad kvar         | 2000 | Left Behind        | 1995 | 4                    |
| Kärntruppen         | 2001 | Tribulation Force  | 1996 | 5                    |
| Nicolae             | 2001 | Nicolae            | 1997 | 6                    |
| Skördetid           | 2002 | Soul Harvest       | 1999 | 7                    |
| Apollyon            | 2002 | Apollyon           | 1999 | 8                    |
| Lönnmördare         | 2002 | Assassins          | 1999 | 9                    |
| Inkräktaren         | 2003 | The Indwelling     | 2000 | 10                   |
| Märket              | 2003 | The Mark           | 2000 | 11                   |
| Antikrist på tronen | 2003 | The Desecration    | 2001 | 12                   |
| De överlevande      | 2004 | The Remnant        | 2002 | 13                   |
| Harmagedon          | 2004 | Armageddon         | 2003 | 14                   |
| Återkomsten         | 2005 | Glorious Appearing | 2004 | 15                   |
| –                   | –    | Kingdom Come       | 2007 | 16                   |

### Spinoffs
- Left Behind: The Kids -  en serie böcker riktade till barn och ungdomar, skrivna av Jenkins och Chris Fabry
- Left Behind: Apocalypse - en serie böcker med militärt perspektiv på händelserna, skrivna av Mel Odom
- Left Behind: End of State - en serie böcker med politiskt perspektiv på händelserna, skrivna av Neesa Hart

## Filmatiseringar
Fyra filmer har gjorts. 
Första filmserien
Den första Left Behind-filmserien består av tre filmer. Huvudrollerna spelas av Kirk Cameron (Buck Williams), Brad Johnson (Rayford Steele), Janaya Stephens (Chloe) och Gordon Currie (Nicolae Carpathia). Filmerna producerades av Cloud Ten Pictures, ett bolag grundat av Paul Lalonde och Peter Lalonde, som inriktar sig på att producera och distribuera kristen film.
| Titel                             | År   | Regi            |
| --------------------------------- | ---- | --------------- |
| Left Behind                       | 2000 | Vic Sarin       |
| Left Behind II: Tribulation Force | 2002 | Bill Corcoran   |
| Left Behind: World at War         | 2005 | Craig R. Baxley |

Reboot
En reboot gjordes 2014, regisserad av Vic Armstrong. I huvudrollerna syns Chad Michael Murray (Buck Williams), Nicolas Cage (Raydford Steele) och Cassi Thomson (Chloe). Karaktären Nicolae Carpathia förekommer inte i denna film.